# Begonte
Begonte – miasto w Hiszpanii w regionie Galicja w zachodniej części prowincji Lugo. Patronem miasta jest Piotr Apostoł. 